# Nilgün Taşman
Nilgün Taşman, auch Nilgün Tasman, (* 5. September 1968 in Istanbul) ist eine deutsch-türkische Schriftstellerin, Theaterregisseurin und Filmemacherin.

## Leben
Tasman kam 1968 als Gastarbeiterkind nach Deutschland und wuchs in Göppingen auf. Nach einer Ausbildung zur Friseurin absolvierte sie mit 21 Jahren die Meisterschule und führte neun Jahre lang ihren eigenen Salon. Während dieser Zeit studierte sie Psychologie und entwickelte ein Programm für Führungskräfte. Tasman ist verheiratet und lebt in Stuttgart.

## Wirken
Ihre Arbeiten für die Bühne, in denen sie auch selbst als Schauspielerin mitwirkt, finden viel Resonanz in regionalen Medien. Ihre Theaterstücke Die Kehrwoche am Bosporus, Die Scheinschmecker und Der Dschinn feierten im Theaterhaus Stuttgart Premiere und wurden in Baden-Württemberg auf vielen Bühnen sowie in Schulen aufgeführt. Ihre Theaterstücke wurden von Stadt Stuttgart 2013 im Bereich interkultureller Kulturarbeit gefördert. Ihre Buchveröffentlichungen und ihr soziales Engagement als „Brückenbauerin“ werden seit 2008 auch überregional beachtet. 2016 wurde sie mit ihrem Ehemann zu Stuttgarter des Jahres ernannt.
2008 veröffentlichte sie im Verlag Herder ihren ersten, autobiografischen Roman Ich träume deutsch... und wache türkisch auf. Eine Kindheit in zwei Welten. Darin beschreibt sie aus der Kinder-Perspektive Erlebnisse, Denkweise, Gefühle und vor allem Ambivalenzen aus ihrem Leben. Buchbeiträge von ihr erschienen in der von Cem Özdemir und Wolfgang Schuster herausgegebenen Anthologie deutsch-türkischer Erfolgsgeschichten unter dem Titel Mitten in Deutschland sowie in der von Petra Deistler-Kaufmann herausgegebenen Geschichtensammlung für Jugendliche Zu Hause ist wo ich Glücklich bin und die hungrige Nachtigall von Eminönü, in: BENIMI Mein Istanbul.
Auf der Konferenz "Moral & Ethik" der Wochenzeitung Die Zeit im Mai 2013 trat sie neben Vertretern aus Politik und Wirtschaft als Sprecherin auf.
Nilgün Tasman unterstützt nach eigenen Angaben die Kinderhilfsorganisation PLAN, Ärzte ohne Grenzen. Seit über 35 Jahren engagiert sie sich für Integration türkischer Mitbürger. In der dualen Hochschule und in Kliniken hält Nilgün Tasman Vorträge über kultursensible Pflege. Seit 2008 engagiert sie sich gemeinsam mit ihrem Ehemann Hans Ulrich Scholpp und Leyla Demirhan für die Leonhardskirche in Stuttgart mit ihrer Benefizveranstaltung „Tischlein deck dich“.

## Veröffentlichungen
- Ich träume deutsch ... und wache türkisch auf. Eine Kindheit in zwei Welten, Herder, Freiburg 2011, ISBN 978-3-451-29860-8 (Erstauflage 2008)
- Kandiszucker, in: Petra Deistler-Kaufmann (Hrsg.): Zu Hause ist wo ich Glücklich bin, Carlsen 2011, ISBN 978-3-551-35994-0
- Die Moschee in Südtirol, in: Cem Özdemir, Wolfgang Schuster (Hrsg.): Mitten in Deutschland. Deutsch-Türkische Erfolgsgeschichten, Herder, Freiburg 2011, ISBN 978-3-451-30469-9
- Die hungrige Nachtigall von Eminönü, in: BENIMI Mein Istanbul edition esefeld & traub 2017, 56 Autorinnen und Autoren schreiben über ihr Istanbul ISBN 978-3-9818128-0-0

## Theaterproduktionen
- 2010: Die Kehrwoche am Bosporus[12]
- 2011: Der Dschinn (für Kinder)[13]
- 2013: Die Scheinschmecker (Theaterhaus Stuttgart[14], Theater tri-bühne)

## Dokumentarfilme
- 2015: bittersüße Reise – kultursensible Pflege eine neue Herausforderung (Nilgün Tasman und Dr. Paul Schwarz)
- 2017: der Flüchtling in mir